# Wolfgang Mommsen
Wolfgang Justin Mommsen (ur. 5 listopada 1930 w Marburgu, zm. 11 sierpnia 2004) – niemiecki historyk.
Historykami byli także jego brat bliźniak Hans, ojciec Wilhelm oraz pradziadek Theodor (laureat literackiej Nagrody Nobla w 1902). Studiował w Marburgu i Kolonii; od 1968 prof. historii średniowiecza i czasów nowożytnych na Uniwersytecie w Düsseldorfie. W latach 1977–1985 dyrektor Instytutu Historycznego w Londynie, następnie ponownie profesor w Düsseldorfie (1996 emerytowany). W latach 1988–1992 przewodniczący Związku Historyków Niemieckich. Współpracował z wieloma uczelniami zagranicznymi, członek stowarzyszeń naukowych niemieckich i międzynarodowych, m.in. Królewskiego Towarzystwa Historycznego.
W pracy naukowej zajmował się imperializmem, dziejami Cesarstwa Niemieckiego i Wielkiej Brytanii, a także osobą Maxa Webera.
Zmarł na atak serca podczas kąpieli morskiej.